# Леушинские источники
Леушинские источники (Талалаевские сероводородные ключи) — историческое название сероводородных источников в долине реки Меселька у нижнего конца села Талалаевки, в Стерлитамакском районе Башкортостана.

## История
По сведениям из ЭСБЕ, Леушинские источники находились при деревне Леушино Стерлитамакского уезда Уфимской губернии и характеризовались как серные воды, содержащие кальций, магний, калий и натрий в различных соединениях.
В прошлом на Леушинских источниках действовал частный санаторий, использовавший для лечения местные минеральные воды и грязи, но к 1896 году они уже не эксплуатировались.
По состоянию на 1965 год в ближайших окрестностях Талалаевки продолжали действовать две группы сернистых источников. Одна группа ключей находилась на дне мельничного пруда, проявляясь тёмным пятном и пузырьками сероводорода. В 200 метрах ниже по течению Месельки на первой надпойменной террасе находилась ещё одна группа, в которой действовал только один сероводородный источник из четырёх, имевшихся ранее.
В двух километрах от Талалаевки вверх по течению Месельки существовало 8 сернистых ключей. Их суммарный дебит составлял около 300 литров воды в секунду и образовал болото, содержащее большое количество сероводородной грязи. За неприятный запах болото получило башкирское название «Яман-Саз» (Плохое болото).